# Università di Augusta
L'università di Augusta (in tedesco: Universität Augsburg) è un'università tedesca con sede ad Augusta, in Baviera. È stata fondata nel 1970 ed è organizzata in otto facoltà.

## Struttura
L'università comprende otto facoltà:
- Business ed economia (fondata nel 1970)
- Filosofia e scienze sociali (1972)
- Filologia e storia (1972)
- Informatica applicata (2003)
- Legge (1971)
- Matematica, scienze naturali e ingegneria dei materiali (1981)
- Medicina (2016)
- Teologia cattolica (1971)

## Partenariati
L'università di Augusta mantiene collaborazioni con le università di Osijek (Croazia), Iaşi (Romania) e Pittsburgh (USA) e l'università degli Studi umanistici dell'estremo oriente di Khabarovsk (Russia). Ha accordi di cooperazione con numerose università in America del Nord, America latina, Asia, Europa, e Sud Africa.

## Rettori
- Louis Perridon (1970-1973)
- Franz Knöpfle (1973-1979)
- Karl Meessen (1979-1983)
- Josef Becker (1983-1991)
- Reinhard Blum (1991-1999)
- Wilfried Bottke (1999-2010)
- Alois Loidl (2010-2011)
- Sabine Doering Manteuffel (dal 2011)